# 内閣改造
内閣改造（ないかくかいぞう、英語: cabinet reshuffle / cabinet shuffle）とは、政府の長が組閣以外の時期に内閣を構成する閣僚の相当数を一度に交代させること。
日本においては、内閣総理大臣が内閣総理大臣指名選挙直後の組閣を除く時期に国務大臣の相当数を一度に交代させることを指し、内閣改造によって成立した新内閣を改造内閣という。与党役員人事と連動して行われる。国会閉会中に行われることが多い。

## 概説
日本国憲法第68条は、内閣総理大臣が任意に国務大臣を任命し、また罷免できると定める（内閣総理大臣の国務大臣任免権）。この任免権は、内閣総理大臣の在任中、常に行使することができる。もっとも、あまり頻繁に行使すると、内閣総理大臣の人選能力に疑問が持たれ、内閣の首長としてのリーダーシップを棄損するという政治的理由のため、その行使は控えられることが多い。やむを得ない事情により、内閣総理大臣が国務大臣の一人を罷免（もしくは当該国務大臣が自発的に辞任し）、新たに国務大臣を任命することはある。このような場合には、内閣の構成員は変わるものの、内閣改造とは呼ばれない。
内閣総辞職や衆議院議員総選挙の後に国会において行われる内閣総理大臣指名選挙（首班指名選挙）とは異なり、内閣総理大臣が辞職するわけではないため、内閣としては継続する。このため、宮中において天皇が新国務大臣の任命を認証する認証官任命式は行われるが、内閣総理大臣の親任式は行われない。また、内閣総理大臣である人物が引き続き国会で首班指名を受けて再び組閣した場合には、「第○次○○内閣」（例：第1次大平内閣から第2次大平内閣へ）と次数を重ねて表記するが、内閣改造の場合には次数は変わらず「○○内閣改造内閣」（例：第3次小泉内閣から第3次小泉改造内閣へ）と表記される。内閣改造が複数回行われた場合には「第○次○○第○次改造内閣」（例：第3次安倍第2次改造内閣から第3次安倍第3次改造内閣へ）と表記される。内閣総辞職を経て同じ人物が同じポストに就任することを「再任」と言い、内閣改造にて同様の件を「留任」と言う。

## 改造の手順
内閣改造は、憲法第68条に定める国務大臣任免権を背景として、内閣総理大臣がすべての国務大臣の辞表をとりまとめ、国務大臣を新たに任命するという形式をとる。閣僚として留任する者には後で辞表を返還する。国務大臣の外遊中のために内閣改造が絡む閣議を欠席するのは異例とされるが、内閣の見解では「国務大臣の出張先に連絡を取り、本人の意思を確認すれば、（辞表の）紙がそろう必要はない」「国務大臣の了解を官房長官が得れば問題ない」としている。国務大臣が辞表を提出せずに国務大臣を退任させる場合は首相が罷免権を行使するが、過去に例はない。
改造内閣において新たに閣僚となる者のみ「国務大臣に任命する」と発令され、閣内異動や留任の場合を含め、改造前から引き続き閣僚となる者には官記は発せられない（形式的に辞表を提出しているが、その当人に対しては国務大臣としての空白期間が生じないため）。ただし、例えば、総務大臣から外務大臣に「横滑り」となる場合には、改めて内閣総理大臣から補職辞令がなされる。この補職レベルの異動は内閣総理大臣が一方的に命じたり免じたりすることができる。よって国務大臣の辞表は「○○大臣を辞する」と記すのではなく、「国務大臣を辞する」とするのが正しい。なぜなら、国務大臣の辞任が認められた場合は、内閣総理大臣から補職された地位も当然に失うことになるからである。憲法で定められ内閣という合議体の構成員である国務大臣と、法律で定められた行政機関の長である主任の大臣（各省大臣）の地位とは切り離して扱われる。改造に伴って閣僚でなくなる者については、形式的には自発的な辞任であるため、辞令書には「願に依り本官を免ずる」と記載される。
具体的な手順としては、改造日当日朝の閣議の際に首相が全国務大臣の辞表をとりまとめた後、首相官邸に与党幹部や官房長官（もしくは選任予定者）らを呼んで「組閣本部」を設置し、新国務大臣を決定する。
その後、首相官邸において内閣官房長官就任予定者（もしくは留任した官房長官）が閣僚名簿を発表し、続いて閣僚予定者を含む全閣僚が就任会見を行い、その抱負などを述べることが慣例となっている。これら一連の作業の後、宮中において新たに閣僚となる者の認証式が行われ、首相官邸の階段で首相と全閣僚が揃って記念撮影を行う。

## 改造が行われる背景
内閣改造は通常、新内閣発足後1年ほど経過したときに、国務大臣の相当数を一度に入れ替えないしその担当を替える（横滑りさせる）ことが多い。
内閣改造が行われる背景としては次の3点が挙げられる。
第一に、内閣総理大臣が国務大臣任免権を行使することにより、そのリーダーシップを維持拡大し、政権基盤強化を図るためである。内閣総理大臣がより適当と考える人材を登用し、あるいは適所に配置換えし、後継者を重要ポストで処遇し、与党内のライバルを閣内に取り込んで反対行動を封じるなど、内閣の行政遂行能力を向上させるとともに、人事によって自らの政治力を高めることを目的とする。
第二に、閣僚が同じ人物のままではマスコミを通じて国民からマンネリ感を持たれて社会に閉塞感が漂っている場合は、内閣改造を表明することで、どの与党議員が閣僚入りをするかなどをマスコミに予想させるなどして内閣への国民的注目を高めることで内閣を刷新し、フレッシュな感覚を国民にアピールすることを目的とする。その結果、内閣改造すると、改造直後の内閣支持率が改造前より上昇する傾向がある。
第三に、自由民主党の長期政権下では内閣改造およびそれとあわせて行われる幹事長など党役員の交替は定期人事異動的な色彩が強く、慣習により漫然と行われてきた。ある程度当選回数を重ねた国会議員は、特に精通した政策分野などと関わりなく、とにかく大臣に任命されることを切望する、いわゆる大臣病にかかる。この大臣病患者たちの不満に応えるため、自民党の各派閥は、改任の必要がないにもかかわらず、組閣から1年ほど経過したあたりで大臣の顔触れを変えることを要求しはじめ、内閣総理大臣も派閥の支持を得るためにこれを受け容れ、時機をみて改造を行うことが慣習となった。もともと替える必要性が低いため、適材を適所に配置するという気概は薄れ、派閥が当選回数順に推薦した人物を漫然とはめ込む派閥順送り人事が横行した。このことはまた、大臣・内閣の官僚に対する指揮・管理機能が形骸化し（「重要なことですので政府委員から答弁します」と国会で発言した閣僚すらいた）、官僚機構の政治に対する自立性が強いという状態をもたらしたともいえる。このような順送り人事に対する批判は強かった。
1990年代から2000年ごろにかけて進められた選挙制度改革・行政改革の結果、内閣総理大臣が従来よりも強い主導力を発揮しやすい（派閥からの掣肘を受けにくい）環境が整ったため、近年では組閣の際に派閥の推薦を受け付けず、内閣総理大臣が任意に与党内あるいは民間の人物を登用する一本釣り人事や、複数の主要閣僚が改造後さらには内閣交替の後も留任するということがみられるようになった。
2010年代前期にねじれ国会の参議院での閣僚問責決議が多発すると、その対応としての改造が行われるようになった。内閣は、問責された閣僚の更迭には応じないという立場を表向きは取るが、参議院は当該閣僚が管轄する議案の審議を拒むため、支障が生じる。そのため、内閣改造という名目でその閣僚を他の閣僚ともども交代させることがある。このような改造は小幅なものになりやすい。

## 歴史
第二次世界大戦前にも内閣改造は存在した。しかし、大日本帝国憲法（明治憲法）第55条で「国務各大臣は天皇を輔弼し其の責めに任す」とされ、明治憲法では内閣総理大臣（首相）についての特別な言及はなく、首相はあくまで国務大臣の「同輩中の首席」という位置付けであった。慣例上は天皇から「組閣の大命」を受けた首相就任内定者が組閣作業の責任者となっていたが、法文上は天皇が全ての国務大臣を自らの判断で任免するものであり、一旦内閣が発足すると首相の一存で閣僚を入れ替えることはできなかった。また実際には天皇が独断や本人以外からの奏請に基づいて国務大臣を解任した例もなく、国務大臣の退任は本人の希望か内閣総辞職のいずれかにより本人が辞表を提出した場合に限られていた。
1941年7月に近衛文麿首相が、松岡洋右外務大臣を更迭したいがために内閣総辞職を行い、その上で改めて天皇から大命降下を拝受して外務大臣を松岡から豊田貞次郎に交代させるなどした『第3次近衛内閣』という形の事実上の「内閣改造」を断行するという荒技を駆使しなければならなかった例もある。護憲三派連立政権として発足した加藤高明内閣が1925年8月2日に三派連立を解消して憲政会単独内閣となったことは、今日では内閣改造とされている。
新憲法下にあっては内閣総理大臣に閣僚任免権並びに日本国憲法第7条の規定に基づく事実上の衆議院解散権が付与され、権限は格段に強化された。吉田茂は「ワンマン宰相」と称され、人事権を背景として内閣改造を権力掌握のために有効に使った最初の首相である。首相に指名されること5回、その在任中に「製造」された大臣はおよそ延べ80人にのぼった。
保守合同を経て自由民主党が政権を保持すると内閣改造は頻繁に行われるようになり、恒常化する。「人事の佐藤」と呼ばれた佐藤栄作首相も内閣改造を繰り返し、田中角栄、福田赳夫を始め、党の実力者たちを閣僚と党役員を絡めながら巧みに配置して競わせ、7年8ヶ月の長期政権を維持した。佐藤政権の下では延べ約100人の大臣が誕生した。佐藤は、「内閣改造をするほど総理の権力は下がり、解散をするほど上がる」とも述べた。
2012年の第2次安倍内閣以降から2020年の第4次安倍内閣の総辞職まで70人の初入閣大臣が誕生した。

## 記録
- 改造回数の最多記録 - 7回
  - 安倍内閣：第1次内閣で1回、第2次内閣で1回、第3次内閣で3回、第4次内閣で2回の改造
  - 通算組閣回数11回は史上最多である。
  - 通算在任3188日・連続在任2822日は共に歴代最長である。
- 衆院選を挟まない改造回数の最多記録 - 3回
  - 第3次吉田第3次改造内閣、第2次池田第3次改造内閣、第1次佐藤第3次改造内閣、野田第3次改造内閣、第3次安倍第3次改造内閣の5例
- 改造後に総辞職した最短記録 - 28日
  - 1974年11月11日 第2次田中角栄第2次改造内閣発足〜同年12月9日 内閣総辞職
  - 田中金脈問題が政治問題化したため内閣改造でこれを乗り切ろうとしたが失敗、わずか15日後の11月26日に退陣を表明した。
- 改造後に衆議院を解散した最短記録 - 18日
  - 2003年9月22日 第1次小泉第2次改造内閣発足〜同年10月10日 衆議院解散
  - 自民党総裁選で再選されたことを受けた内閣改造。直後の総選挙の後に発足した第2次内閣では全閣僚が再任された。
- 組閣から改造までの最短記録 - 40日
  - 2005年9月21日 第3次小泉内閣発足〜同年10月31日 内閣改造
  - 郵政選挙後に前内閣の閣僚を全員再任してまず急務の郵政民営化法案の国会通過にあたらせ、それが一段落ついた後に改造を行ったもので、実質的には総選挙後の組閣に相当するものだった。
- 改造から再改造までの最短記録 - 119日
  - 2010年9月17日 菅直人第1次改造内閣発足〜2011年1月14日 内閣再改造
  - 参議院で問責決議を受けた閣僚2名を含む3名を交代させ閣内で閣僚若干名を横滑りさせた。
- 留任の最多記録 - 17名
  - 小渕第1次改造内閣
  - 自由党との連立合意に基づく国務大臣の減員および2001年（平成13年）に中央省庁再編を控えているといった理由により、文部大臣が科学技術庁長官を兼ね（文部省および科学技術庁は文部科学省に再編される）、運輸大臣が北海道開発庁長官を、建設大臣が国土庁長官をそれぞれ兼ね（運輸省、建設省、北海道開発庁および国土庁は国土交通省に再編される）、内閣官房長官が沖縄開発庁長官を兼ねる（沖縄開発庁は内閣府に吸収される）という形で任命された改造内閣。
- 無改造の戦後最長記録 - 646日
  - 1974年12月9日 三木内閣発足〜1976年9月15日 内閣改造
  - 1975年は1年を通じて閣僚の交代が1度もなかったが、途中の1976年1月に建設大臣の交代[注 1]があったため、閣僚交代の無かった日数としては下記の第2次安倍内閣が最長である。
- 無改造かつ閣僚交代無しの戦後最長記録 - 616日
  - 2012年12月26日 第2次安倍内閣発足〜2014年9月3日  内閣改造
  - 2013年は1年を通じて閣僚の交代が1度もなかったが、これは上記の三木内閣時代の1975年以来38年ぶりのことだった。

## 比喩
転じてプロ野球で、監督がコーチ陣を入れ替える場合もこのように呼ばれることがある（コーチは単年度契約）。